# 오스미 위성
오스미(일본어: おおすみ, Ōsumi) 위성은 일본 도쿄 대학 우주항공연구소(현재의 일본 우주항공연구개발기구)가 개발한 일본 최초의 인공위성이다. 1970년 2월 11일 일본 가고시마 우주 공간 관측소(현재의 우치노우라 우주 센터)에서 람다 4S(L-4S) 로켓 5호기에 의해 발사되었으며 위성 이름은 일본 규슈에 위치한 반도인 오스미반도에서 유래된 이름이다. 이 위성의 발사로 일본은 소련, 미국, 프랑스에 이어 세계에서 4번째로 인공위성을 자체 발사한 나라가 되었다.
목표 궤도는 원지점 2,900 km, 근지점 530km였지만 실제로 진입한 궤도는 원지점 2,440 km, 근지점 323 km, 경도 31.0˚의 타원 궤도였다. 이는 높은 기체의 온도로 인해 로켓의 추진력에 문제가 생겼기 때문이었다. 위성의 전력 공급은 과도한 전지 소모로 인해 발사된 지 불과 14 ~ 15시간 정도 공급된 이후에 중단되었다.
발사 이후부터 33년 동안 궤도상에 있었지만 대기권과의 마찰로 인해 고도가 저하되었고 JAXA 통합을 10개월 앞둔 2003년 8월 2일 오전 5시 45분 북위 30.3도, 동경 25.0도(이집트와 리비아 국경 부근) 상공에서 대기권에 재진입하면서 모두 불탔다.